# Chiloglanis sardinhai
Chiloglanis sardinhai és una espècie de peix de la família dels mochòkids i de l'ordre dels siluriformes.

## Morfologia
Els mascles poden assolir els 3,9 cm de llargària total.

## Distribució geogràfica
Es troba a l'Àfrica (Angola).